# 短头唇柱苣苔
短头唇柱苣苔（学名：Chirita brachystigma）为苦苣苔科唇柱苣苔属下的一个种。

## 扩展阅读
- 維基物種上的相關：短头唇柱苣苔